# خفاش برازنده
خفاش برازنده (نام علمی: Myotis elegans) نام یک گونه از سرده خفاش گوش‌موشی است.